# Clarisia racemosa
Clarisia racemosa är en mullbärsväxtart som beskrevs av Hipólito Ruiz López och Pav.. Clarisia racemosa ingår i släktet Clarisia och familjen mullbärsväxter. Inga underarter finns listade i Catalogue of Life.